# Fehérfarkú bülbül
A fehérfarkú bülbül (Baeopogon indicator) a verébalakúak (Passeriformes) rendjébe, ezen belül a bülbülfélék (Pycnonotidae) családjába és a Baeopogon nembe tartozó faj. 19 centiméter hosszú. Angola, Benin, Burundi, Dél-Szudán, Egyenlítői-Guinea, Elefántcsontpart, Gabon, Ghána, Guinea, Kamerun, Kenya, a Kongói Demokratikus Köztársaság, a Kongói Köztársaság, a Közép-afrikai Köztársaság, Libéria, Nigéria, Ruanda, Sierra Leone, Togo, Uganda és Zambia szubtrópusi és trópusi erdős területein él. Gyümölcsökkel táplálkozik.

## Alfajok
- B. i. leucurus (Cassin, 1855) – nyugat-Guineától Togóig;
- B. i. indicator (J. Verreaux & E. Verreaux, 1855) – délnyugat-Nigériától dél-Dél-Szudánig, észak-Angoláig, nyugat-Kenyáig, dél-Kongói Demokratikus Köztársaságig és északnyugat-Zambiáig.

## Fordítás
- Ez a szócikk részben vagy egészben  a   Honeyguide greenbul című angol Wikipédia-szócikk fordításán alapul.  Az eredeti cikk szerkesztőit annak laptörténete sorolja fel. Ez a jelzés csupán a megfogalmazás eredetét és a szerzői jogokat jelzi, nem szolgál a cikkben szereplő információk forrásmegjelöléseként.